# Dolina di Basovizza
La dolina di Basovizza è una cavità di origine carsica dovuta all'erosione delle rocce calcaree da parte degli agenti atmosferici. La sua profondità è di circa 6 metri e si trova a Basovizza, un comune in provincia di Trieste, sull’altopiano del Carso Triestino.
Per alcune presunte somiglianze con dei siti archeologici della Bosnia-Erzegovina legati all'eresia dei Bogomili, quella di Basovizza è detta anche "dolina dei Bogomili". 

## Struttura
La sua struttura è simile a quella di un teatro formato da un triplice terrazzamento, realizzato in muratura a secco e chiuso da un muro con una lunghezza di 27 metri ed un’altezza di 2 metri. Il muro contiene un terrapieno di terra rossa sotto al quale si sviluppa un corridoio di 4 metri che porta ad un vano del diametro di quasi 2 metri. 
Rispetto ad una normale dolina, quella dei Bogomili è stata evidentemente riadattata con un preciso scopo, date le forze che sono state impiegate per la costruzione del sito. Infatti la grandezza dei massi all’entrata del vano talvolta supera i 2 metri di larghezza e vanno dai 50 agli 80 centimetri di altezza.
La dolina ha una profondità complessiva di circa 6 metri ed ha forma triangolare. 
Al lato sud, un muro massiccio sostiene un ripiano artificiale, sotto il quale si apre una cavità circolare alla quale si accede tramite un corridoio con il soffitto formato da grandi lastre calcaree. Gli altri due lati della dolina sono costituiti da massi megalitici i quali formano dei gradoni: questi ultimi, a nord- est sono meglio conservati rispetto agli altri, i quali sono, in parte, crollati. 
Lungo tutta la lunghezza dei  gradoni si distribuiscono alcune statue stele scolpite in maniera grossolana, le cui sommità hanno una forma a forcella. 
La costruzione era circondata da una cinta muraria, dotata di un unico ingresso. Questo muro fu però abbattuto agli inizi del ‘900 per ricavare materiale per la costruzione delle dighe del porto di Trieste.

## Origini
Sulle origini della dolina non si hanno fonti certe. Gli ultimi scavi archeologici effettuati negli anni ’60 hanno portato alla luce alcuni cocci romani e preistorici. Nonostante ciò, sulle origini della dolina non si hanno fonti certe.
Questa costruzione venne citata nella prima volta nel 1630 nel documento Laudo per i confini fra Trieste e  Schwarzenegg riguardante i confini tra il territorio di Trieste e la contea del nobile triestino Benvenuto Petazzi. Tra i riferimenti di confine, viene citata una <<vale o Dolina nella quale dicessi già stato un Cortile dei Misteri>>. 

## Ipotesi
Sulle origini e sulle finalità per la quale la dolina sia stata costruita sono state formulate svariate ipotesi:

### Sede dei bogomili
È detta "dolina dei Bogomili" per alcune similitudini architettoniche con siti archeologici della Bosnia-Erzegovina riconducibili all’eresia bogomila. Il bogomilismo fu una setta eretica cristiana che nacque nel X secolo, ma che si sviluppò anche in Serbia ed in Bosnia nel XIII secolo. 

### Tempio celtico
Un’ulteriore ipotesi è quella di riconoscere la struttura come un tempio di origine celtica dedicato al dio Cernunnos (per i celti, un dio della natura associato alla riproduzione ed alla fertilità) in riferimento al fatto che proprio in questa zona, dal IV secolo a.C., vi erano insediati i Carni: una tribù di lingua e cultura celtica. Secondo questa ipotesi, la popolazione utilizzava la struttura per pregare e per celebrare rituali sacri.

### Tribunale celtico
La dolina, sempre rifacendosi alla cultura celtica, viene riconosciuta anche come tribunale usato dalle tribù residenti attorno al I e II secolo a.C.

### Teatro istriota
La struttura della dolina ricorda effettivamente quella di un teatro. Inoltre nei paraggi si trova anche il serraglio, il luogo di commercio del bestiame, e di conseguenza un tradizionale punto d’incontro.
Infatti, secondo questa teoria, fu proprio la popolazione istriana ad utilizzare la dolina come teatro, in quanto, questa popolazione, si recava periodicamente nel luogo proprio per il mercato del bestiame. 

## La leggenda
Nella zona carsica, ed in particolare nei luoghi vicini a Basovizza, sono molto diffuse leggende di vario tipo relative a strani esseri che popolerebbero i boschi. Una fra queste si riferisce direttamente alla dolina di Basovizza. 
Secondo la storia tramandata dalla famiglia dei proprietari della struttura, la costruzione sarebbe stata fatta da alcuni contadini e addetti ai fienili e risalirebbe al periodo della prima guerra mondiale. Su questa versione si è inserita una leggenda secondo la quale in quei luoghi girovagava una persona molto ricca che aveva un servo di nome Sterpacevo, che letteralmente significa Zappatore. Quest’ultimo, era un uomo gigantesco, dotato di una forza sovrumana.
Un giorno arrivò una banda di briganti nella zona, e il ricco signore decise di nascondere tutte le proprie ricchezze, in modo che fossero al sicuro e per farlo incaricò il suo servo.
Il gigante eseguì l’ordine e si recò in mezzo al bosco: usando solo la forza dei pugni scolpì nella roccia tre enormi gradini, sollevò dei massi e li piantò a terra come delle colonne. Successivamente, dopo aver livellato il terreno al centro, scavò nella roccia una stanza sotterranea nel cui interno seppellì il tesoro del padrone.